# Nudisme

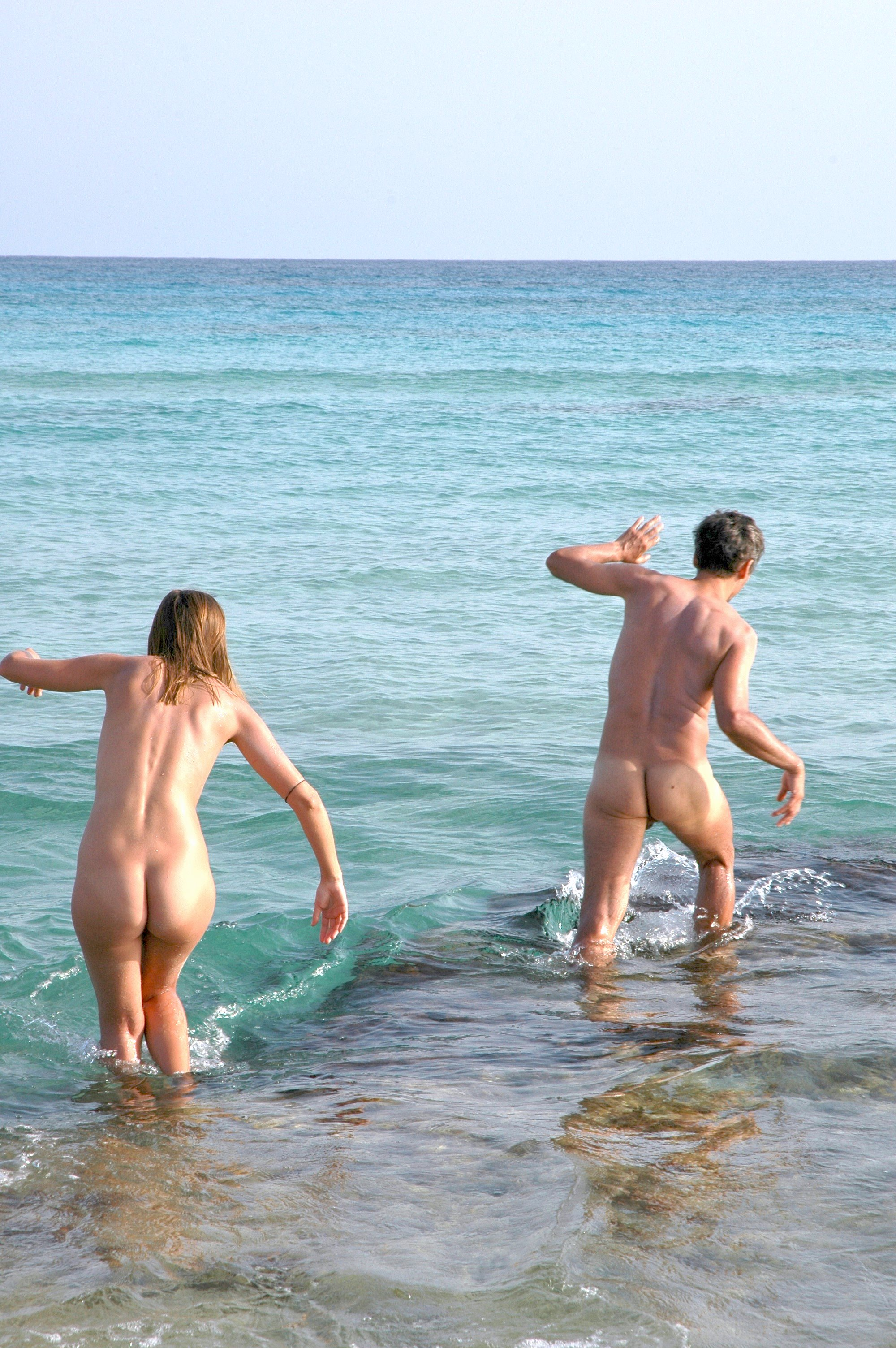
Nudistes en una platja de Formentera

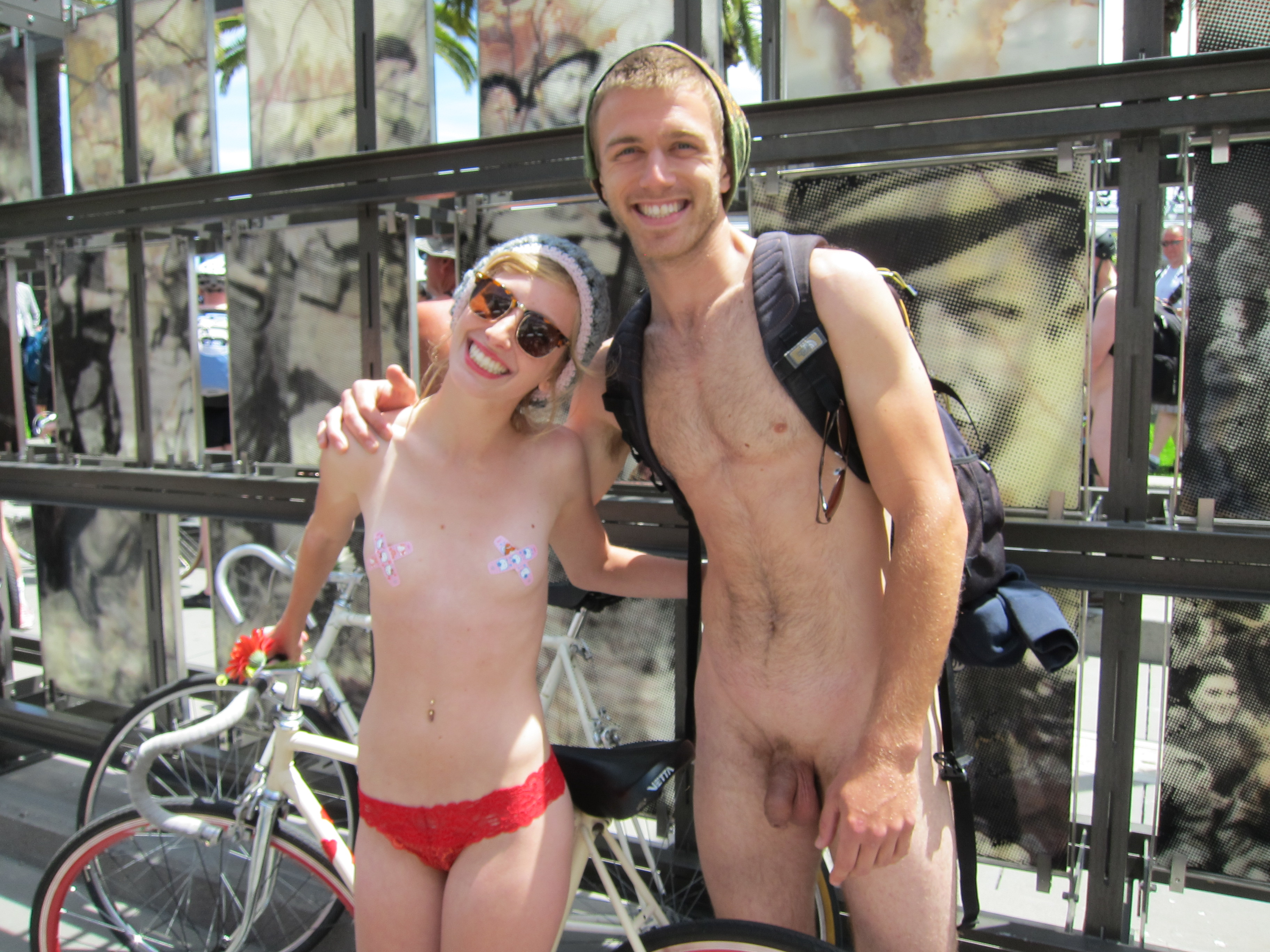
Una parella al World Naked Bike Ride del 2011 a San Francisco

S'entén com a nudisme al fet d'estar-se en nuesa en llocs públics. Una persona que li agrada estar-se nua en públic pot considerar-se o no nudista, segons la persistència d'aquesta actitud.
Les persones convencionalment nudistes s'estan nues en determinats llocs públics autoritzats, tolerats o en altres espais o horaris privats. Tenen tendència a agrupar-se. Poden estar associades o no. El nudisme té relació amb el naturisme, tot i que sense que calgui assumir-ne tota la seva filosofia, i de vegades aquests termes s'usen indistintament.
Naturalment hi ha altres nueses públiques que no són nudisme, com poden ser la nuesa per motius professionals, lúdics, en manifestacions o protestes, la d'altres cultures i la del nuditisme.

## Nudisme i nuditisme
El nudisme naturista té tendència a exigir la nuesa en els centres privats i a recomanar-la amb major o menor insistència en llocs públics "autoritzats". Pel nuditisme, en canvi, la nuesa és una qüestió de llibertat individual, que no pot afectar ningú, llevat de a persones intolerants amb la llibertat d'altri. Cal tenir en compte que la multiculturalitat, la tolerància i la no imposició d'una determinada moral per damunt de les altres possibles fa evident que no es puguin imposar indumentàries obligatòries. De fet, els ambients pròpiament nuditistes es donen en platges i altres llocs públics on poden conviure sense imposicions de cap mena i amb tota la llibertat persones nues i vestides.

## Nudisme i naturisme
A Catalunya les pràctiques nudistes sorgeixen a l'entorn del naturisme. El 1915 es crea a Barcelona el grup Amics del Sol, dins de l'Ateneu Enciclopèdic Popular. L'estada de Nicola Capo a Barcelona va donar un gran impuls al nudisme durant la dècada de 1920. Ideològicament, el nudisme es connectava amb l'anarquisme. Dins d'aquesta tendència anarco-naturista s'inscriuen les publicacions de Laura Brunet, pseudònim de Joan Sanxo i Farrerons, com ara el llibre Desnudismo integral (1931) o la revista Biofilia. Revista mensual de culto a la vida (1935-1937). Altres publicacions destacades foren la revista Pentalfa o Almanaque nudista. El règim franquista va proscriure el nudisme, que es va reorganitzar després de la mort de Franco.

## El nudisme a Catalunya
Al litoral català existeixen 60 platges i cales de tradició nudista, a més de dos càmpings i el poble naturista d'El Fonoll, El nudisme representa comoditat, millora de l'autoestima, acceptació del propi cos, trencar prejudicis socials i contacte amb la natura.